# ژان کستکس
ژان کَستکس (انگلیسی: Jean Castex؛ فرانسوی: [ʒɑ̃ kastɛks]؛ زادهٔ ۲۵ ژوئن ۱۹۶۵) یک سیاست‌مدار فرانسوی است که از سال ۲۰۲۰ تا ۲۰۲۲ به عنوان نخست‌وزیر فرانسه خدمت کرد. او از مقامات عالی‌رتبه دولتی بود که مسئولیت برنامه‌ریزی برای خروج فرانسه از قرنطینه کووید ۱۹ را برعهده داشت. پیش از این ادوارد فیلیپ نخست‌وزیر سابق فرانسه که در انتخابات سراسری شهرداری‌های فرانسه به پیروزی رسید از سمت خود استعفا داده بود.

## زندگی‌نامه
کستکس در ویک‌فزان‌سک ژر متولد شد و تحصیلات عالی خود را در ۱۹۸۶ در مؤسسه مطالعات سیاسی پاریس و همچنین مدرسه ملی علوم اداری (فرانسه) کلاس ۱۹۹۰ ویکتور هوگو به پایان رساند و به عنوان کارمند ارشد دیوان محاسبات فرانسه مشغول به کار شد.

## زندگی سیاسی
کستکس از سال ۲۰۰۸ به عنوان شهردار پرادس، پیرنه اوریژنتس مشغول به کار بوده‌است. وی بین سال‌های ۲۰۱۱ تا ۲۰۱۲ معاون دبیرکل رئیس‌جمهور بود، از سال ۲۰۱۰ تا ۲۰۱۵مشاور منطقه ای Languedoc-Roussonon بود، و از سال ۲۰۱۵ به عنوان مشاور بخش Pyrénées-Orientales خدمت کرده‌است. او همچنین به عنوان رئیس آژانس ملی ورزش منصوب شد.
او تا اوایل سال ۲۰۲۰ عضو جمهوری خواهان بود.
در ۲ آوریل ۲۰۲۰، او به عنوان هماهنگ‌کننده مرحله کنترل از توقیف (حصر) که در فرانسه در طول همه‌گیری COVID-19 اجرا شد، منصوب شد. پس از استعفای نخست‌وزیر اودوارد فیلیپ در ۳ ژوئیه سال ۲۰۲۰، کاستکس توسط رئیس‌جمهور امانوئل ماکرون به نخست‌وزیر منصوب شد. انتصاب او به عنوان "دوبرابر کردن مسیری که به طور گسترده از نظر اقتصادی به عنوان راست میانه تلقی می‌شود " توصیف شد. کاستکس متعاقباً در ۶ ژوئیه دولت خود را نامگذاری کرد.
در ۲۵ آوریل ۲۰۲۲، پس از انتخاب مجدد مکرون به عنوان رئیس‌جمهور، کاستکس با استعفا از سمت نخست‌وزیری موافقت کرد. کاستکس قبلاً متعهد شده بود که در صورت انتخاب مجدد مکرون این کار را انجام دهد. پس از استعفای او، دولتش نیز استعفا داد. استعفاها در ۱۶ مه ۲۰۲۲ اعمال شدند.